# Matthew Wade
Matthew Wade (ur. 26 grudnia 1987 w Hobart) – australijski krykiecista grający na pozycji wicketkeepera, także praworęczny odbijający, reprezentant kraju.